# ناتالی پاورز
ناتالی پاورز (به انگلیسی: Natalie Powers) خواننده انگلیسی است.
او عضو گروه اسکوچ است.